# 2009年のバスケットボール
< 2009年 | 2009年のスポーツ
2009年のバスケットボール（2009ねんのバスケットボール）では、2009年（平成21年）のバスケットボール関連の出来事をまとめる。

## できごと

### 1月
- 1月21日 - 次期日本代表ヘッドコーチに男子はデイビッド・A・ホッブス、女子は中川文一に内定。
- 1月22日 - アロンゾ・モーニングが引退。

### 3月
- 3月27日 - 元日本代表でWリーグ2008-09レギュラーシーズンMVPも獲得したトヨタ自動車アンテロープスの榊原紀子が引退。

### 4月
- 4月15日 - 1998・2006世界選手権日本代表で東芝ブレイブサンダース所属の節政貴弘が引退。

### 5月
- 5月1日 - アテネ五輪日本代表の立川真紗美がJOMOサンフラワーズから富士通レッドウェーブへ移籍。
- 5月2日 - アテネ五輪日本代表の矢野良子が富士通レッドウェーブからトヨタ自動車アンテロープスへ移籍。
- 5月16日 - bjリーグファイナル4、大阪エヴェッサが琉球ゴールデンキングスに敗れ、発足以来の連覇が3で止まる。
- 5月23日 - 2014年世界選手権開催国がスペインに決まる。

### 6月
- 6月2日 - 日本人初のNCAA1部出場を果たした松井啓十郎がレラカムイ北海道に入団。
- 6月10日 - 第1回東アジアバスケットボール選手権開催。
- 6月17日 - 日本代表の五十嵐圭が日立サンロッカーズからトヨタ自動車アルバルクへ移籍。

### 7月
- 7月5日 - 男子日本代表、デイビッド・A・ホッブスヘッドコーチが休養のため、倉石平が代行に。17日、ヘッドコーチに正式昇格。
- 7月24日 - スラムダンク奨学金第1期生並里成のリンク栃木ブレックス入団が決定。

### 9月
- 9月10日 - 男子日本代表、日立サンロッカーズヘッドコーチの小野秀二がヘッドコーチに就任。

### 12月
- 12月28日 - 第40回全国高等学校バスケットボール選抜優勝大会女子決勝。高校総体の優勝校、準優勝校による再戦となり、桜花学園（高校総体優勝）が東京成徳大（高校総体準優勝）を68‐59で下し3年連続17回目の優勝。高校総体、国体（少年女子）と合わせ3冠達成。
- 12月29日 - 第40回全国高等学校バスケットボール選抜優勝大会男子決勝。明成（宮城）が福岡第一（高校総体優勝）を69‐56で下し初優勝。

## 国際大会
- 2009年東アジアバスケットボール選手権決勝（パークアリーナ小牧・6月14日）
  -  韓国 68 - 58  日本
- 2009年バスケットボール男子アジア選手権決勝（天津市・8月15日）
  -  イラン 70 - 52  中国
- 2009年バスケットボール女子アジア選手権決勝（チェンナイ・9月24日）
  -  中国 91 - 71  韓国
- 2009年バスケットボール男子欧州選手権決勝（カトヴィツェ・9月20日）
  -  スペイン 85 - 63  セルビア
- 2009年バスケットボール女子欧州選手権決勝（リガ・6月20日）
  -  フランス 57 - 53  ロシア
- 2009年バスケットボール男子アメリカ選手権決勝（サンフアン・9月6日）
  -  ブラジル 61 - 60  プエルトリコ
- 2009年バスケットボール女子アメリカ選手権決勝（クイアバ・9月27日）
  -  ブラジル 71 - 48  アルゼンチン
- ユーロリーグ 2008-09ファイナル（ベルリン・5月3日）
  - パナシナイコスBC 73－71 PBC CSKAモスクワ
- 女子ユーロリーグ 2008-09
  - WBCスパルタク・モスクワ 85-70 Perfumerías Avenida Salamanca
- FIBAアジアチャンピオンズカップ2009
  - Mahram Tehran 78-68 Zain

## 国内大会

### 日本プロバスケットボール（bjリーグ）
- bjリーグオールスターゲーム2008-09（1月25日・ビーコンプラザ）
  - EAST 117-96 WEST MVP:ボビー・セントプルー（仙台）
- bjリーグ 2008-09ファイナル（有明コロシアム・5月17日）
  - 琉球ゴールデンキングス 89-82 東京アパッチ
    - （初優勝）

### その他日本国内
- 第84回天皇杯・第75回皇后杯全日本総合選手権（国立代々木競技場・1月2日〜12日）
  - 男子
    - 決勝：アイシンシーホース 65-48 日立サンロッカーズ
      - （2年連続6回目）

  - 女子
    - 決勝：JOMOサンフラワーズ 86－62 富士通レッドウェーブ
      - （5年ぶり14回目の優勝）
- JBL 2008-09・ファイナル（3月20日〜25日）
  - 第1戦 アイシンシーホース 68-64 日立サンロッカーズ
  - 第2戦 日立サンロッカーズ 65-62 アイシンシーホース
  - 第3戦 アイシンシーホース 81-71 日立サンロッカーズ
  - 第4戦 アイシンシーホース 79-59 日立サンロッカーズ
    - アイシンは2年連続2度目の優勝
- JBLオールスターゲーム2009-10（12月23日・月寒アルファコートドーム）
  - EAST 132-120 WEST
- JBL2 2008-09・ファイナル（3月15日）
  - 豊田通商ファイティングイーグルス 78-50 アイシン・エィ・ダブリュ アレイオンズ安城
    - 豊田通商は初優勝
- Wリーグ2008-09・ファイナル（3月5日〜10日）
  - 第1戦　JOMOサンフラワーズ 73－66 シャンソン化粧品シャンソンVマジック
  - 第2戦　シャンソン化粧品シャンソンVマジック 74－71 JOMOサンフラワーズ
  - 第3戦　JOMOサンフラワーズ 102－68 シャンソン化粧品シャンソンVマジック
  - 第4戦　JOMOサンフラワーズ 107－105 シャンソン化粧品シャンソンVマジック
    - JOMOは2季ぶり12度目の優勝
- W1リーグ2008-09
  - 優勝：三菱電機コアラーズ
- 第61回全日本大学バスケットボール選手権大会（11月23日〜12月6日）
  - 男子決勝 日本大学 95 - 85 慶應義塾大学
  - 女子決勝 筑波大学 87 - 85(OT) 愛知学泉大学
- 高校総体（7月28日〜8月3日 大阪府）
  - 男子
    - 決勝：福岡第一 82 - 80 延岡学園
      - 5年ぶり2度目の優勝

  - 女子
    - 決勝：桜花学園 89 - 67 東京成徳大
      - 4年連続17度目の優勝
- 第40回全国高等学校バスケットボール選抜優勝大会（12月23日〜29日）
  - 男子
    - 決勝：明成 69 - 56  福岡第一
      - 初優勝

  - 女子
    - 決勝：桜花学園 68 - 59 東京成徳大
      - 3年連続17度目の優勝

### NBA
- NBAオールスターゲーム（2月15日 アリゾナ州・USエアウェイズ・センター）
ウェスタン・カンファレンス 146－119 イースタン・カンファレンス
- NBAファイナル（6月5日〜14日）
ロサンゼルス・レイカーズ 4勝1敗 オーランド・マジック

### WNBA
- WNBAオールスターゲーム（7月25日 コネティカット州・モヘガン・サン・アリーナ）
ウェスタン・カンファレンス 130－118 イースタン・カンファレンス
- WNBAファイナル（9月29日〜10月9日）
フェニックス・マーキュリー 3勝2敗 インディアナ・フィーバー

### 韓国プロバスケットボール
- KBL 2008-09・ファイナル
  - 全州KCCイージス 4勝3敗 ソウル三星サンダース

### 中国プロバスケットボール
- CBA 2008-09ファイナル
  - 広東サザンタイガース 4勝1敗 新疆フライングタイガース

## 死去
- 6月4日 - ランディ・スミス